# Чатам (окръг, Северна Каролина)
Окръг Чатам (на английски: Chatham County) е окръг в щата Северна Каролина, Съединени американски щати. Площта му е 1836 km², а населението – 72 243 души (2016). Административен център е град Питсбъро.